# Phaeogenes acaudus
Phaeogenes acaudus är en stekelart som först beskrevs av Léon Abel Provancher 1882.  Phaeogenes acaudus ingår i släktet Phaeogenes och familjen brokparasitsteklar. Inga underarter finns listade i Catalogue of Life.